# (10472) Santana-Ros
(10472) Santana-Ros – planetoida z głównego pasa planetoid okrążająca Słońce w ciągu 3,58 lat w średniej odległości 2,34 au. Odkrył ją Schelte Bus 2 marca 1981 roku w Obserwatorium Siding Spring. Nazwa planetoidy pochodzi od Toniego Santany-Rosa (ur. 1984) – astronoma post-doktoranta pracującego w Obserwatorium Astronomicznym Uniwersytetu im. Adama Mickiewicza w Poznaniu.